# Waziristan

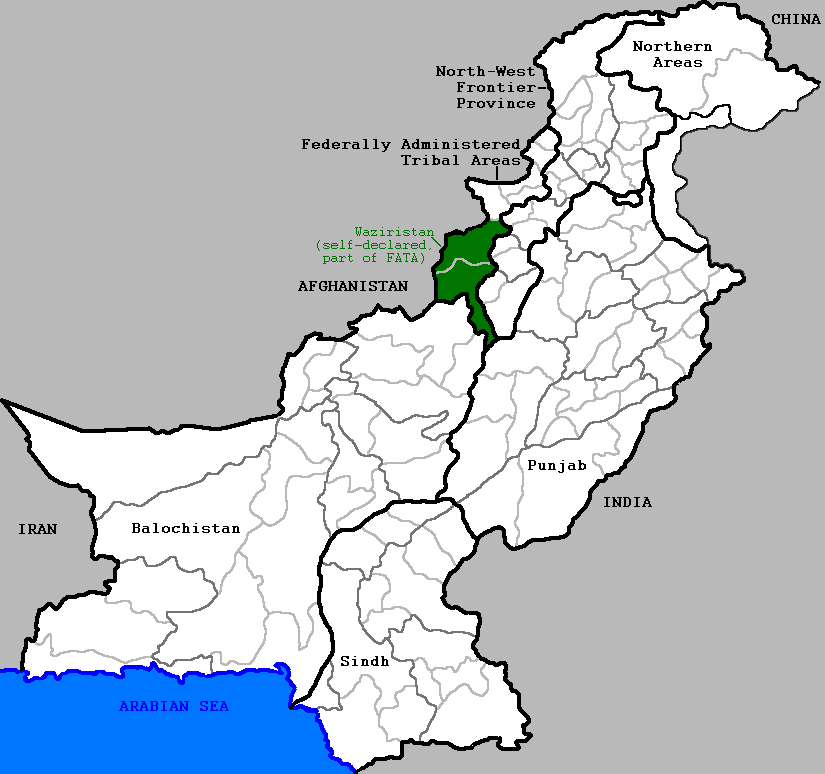
Vị trí của Bắc và Nam Waziristan (xanh lục) bên trong Pakistan (trắng)

Waziristan (tiếng Pashto và tiếng Urdu: وزیرستان, "vùng đất Wazir") là một vùng núi bao gồm các vùng đất FATA trước đây là Bắc Waziristan và Nam Waziristan, hiện là các huyện của Khyber Pakhtunkhwa thuộc Pakistan. Waziristan có diện tích khoảng 11.585 kilômét vuông (4.500 dặm vuông Anh). Khu vực này là nơi sinh sống của dân tộc thiểu số Pashtun. Nó được đặt theo tên của bộ tộc Wazir. Ngôn ngữ  thường dùng tại đây là tiếng Pashtun, chủ yếu là phương ngữ Waziristani. Khu vực nằm ở phía nam trong Khu vực Bộ lạc do Liên bang quản lý của Pakistan, hiện là một phần của tỉnh Khyber Pakhtunkhwa.
Nhà lãnh đạo và nhà thơ cách mạng Pashtun Bayazid Pir Roshan vào thế kỷ 16, người đã viết cuốn sách lâu đời nhất được biết đến bằng tiếng Pashtun, được lưu giữ tại Kaniguram, Waziristan.

## Tổng quan và lịch sử

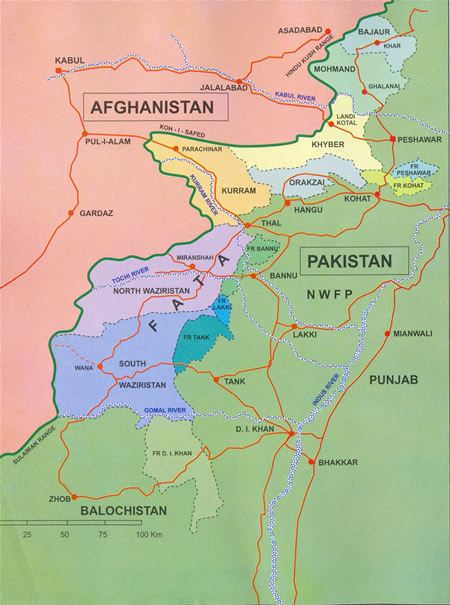
Bắc Waziristan (tím) và Nam Waziristan (xanh lam) và các tỉnh và khu vực xung quanh Bộ lạc do Liên bang quản lý

Waziristan nằm giữa sông Kurram ở phía bắc và sông Gomal ở phía nam. Nó giáp với các Quận Bannu và Tank , FR DI Khan, và Cơ quan Kurram ở phía đông và đông bắc, các quận Sherani và Musakhel của Baluchistan về phía nam của Pakistan và các tỉnh Khost, Paktia và Paktika của Afghanistan ở phía tây và bắc.
Waziristan được chia thành hai phân vùng hiện nay là các huyện của tỉnh Khyber Pakhtunkhwa của Pakistan, Bắc Waziristan và Nam Waziristan. Theo điều tra dân số năm 2017 của Pakistan, dân số của Bắc Waziristan là 543.254 trong khi dân số của Nam Waziristan là 674.065. Hai phần này có những đặc điểm khá khác biệt, mặc dù cả hai đều là nơi sinh sống của bộ tộc Wazir. Họ nổi tiếng là những chiến binh đáng gờm.